# Alpen Cup w biegach narciarskich 2015/2016
Alpen Cup w biegach narciarskich 2015/2016 to kolejna edycja tego cyklu zawodów. Rywalizacja rozpoczęła się 12 grudnia 2015 r. we francuskim Prémanon, a zakończyła się 13 marca 2016 r. we włoskim Toblach.
W poprzednim sezonie tego cyklu najlepsi byli:
Wśród kobiet Włoszka Lucia Scardoni, a wśród mężczyzn Francuz Paul Goalabre.
W tym sezonie natomiast, najlepsi okazali się:
Wśród kobiet Niemka Julia Belger, a wśród mężczyzn Włoch Giandomenico Salvadori.
W pucharze były także rozgrywane zawody juniorskie do lat 18 i 20. W poprzedniej edycji tych zawodów (w kategorii U20), najlepszym wśród panów okazał się Francuz Valentin Chauvin, a wśród pań najlepszą była Słowenka Anamarija Lampič. W tym sezonie natomiast (w kategorii U20), najlepszym zawodnikiem okazał się Francuz Jules Lapierre, a najlepszą zawodniczką okazała się Niemka Katharina Hennig.

## Kalendarz i wyniki

### Kobiety
| Lp. | Data             | Miejscowość | Dystans                          | 1. miejsce            | 2. miejsce        | 3. miejsce         |
| --- | ---------------- | ----------- | -------------------------------- | --------------------- | ----------------- | ------------------ |
| 1.  | 12 grudnia 2015  | Prémanon    | 10 km s. dowolnym                | Nathalie Schwarz      | Giulia Stürz      | Marion Buillet     |
| 2.  | 13 grudnia 2015  | Prémanon    | 10 km s. klasycznym              | Julia Belger          | Theresa Eichhorn  | Nathalie Schwarz   |
| 3.  | 18 grudnia 2015  | Hochfilzen  | Sprint s. dowolnym               | Anne Winkler          | Laura Gimmler     | Marion Buillet     |
| 4.  | 19 grudnia 2015  | Hochfilzen  | 10 km s. dowolnym                | Coraline Thomas Hugue | Debora Agreiter   | Anouk Faivre Picon |
| 5.  | 20 grudnia 2015  | Hochfilzen  | 10 km s. klasycznym              | Anouk Faivre Picon    | Kateřina Smutná   | Julia Belger       |
| 6.  | 8 stycznia 2016  | Planica     | Sprint s. dowolnym               | Vesna Fabjan          | Gaia Vuerich      | Greta Laurent      |
| 7.  | 9 stycznia 2016  | Planica     | 10 km s. klasycznym              | Victoria Carl         | Julia Belger      | Emily Nishikawa    |
| 8.  | 10 stycznia 2016 | Planica     | 10 km s. dowolnym                | Giulia Stürz          | Caterina Ganz     | Emily Nishikawa    |
| 9.  | 5 lutego 2016    | Campra      | Sprint s. klasycznym             | Tatjana Stiffler      | Nadine Fähndrich  | Julia Belger       |
| 10. | 6 lutego 2016    | Campra      | 10 km s. dowolnym                | Monique Siegel        | Giulia Stürz      | Debora Roncari     |
| 11. | 7 lutego 2015    | Campra      | 10 km s. klasycznym (handicap)   | Laura Gimmler         | Theresa Eichhorn  | Sofie Krehl        |
| 12. | 5 marca 2016     | Arber       | 10 km s. klasycznym              | Lucia Scardoni        | Julia Belger      | Monique Siegel     |
| 13. | 6 marca 2016     | Arber       | 15 km s. dowolnym (start masowy) | Monique Siegel        | Debora Agreiter   | Lea Einfalt        |
| 14. | 11 marca 2016    | Toblach     | 2,5 km s. dowolnym (prolog)      | Nadine Fähndrich      | Elisabeth Schicho | Ilaria Debertolis  |
| 15. | 12 marca 2016    | Toblach     | 10 km s. klasycznym              | Elisabeth Schicho     | Monique Siegel    | Julia Belger       |
| 16. | 13 marca 2016    | Toblach     | 10 km s. dowolnym (handicap)     | Monique Siegel        | Julia Belger      | Lucia Scardoni     |

### Mężczyźni
| Lp. | Data             | Miejscowość | Dystans                          | 1. miejsce               | 2. miejsce               | 3. miejsce                   |
| --- | ---------------- | ----------- | -------------------------------- | ------------------------ | ------------------------ | ---------------------------- |
| 1.  | 12 grudnia 2015  | Prémanon    | 15 km s. dowolnym                | Giandomenico Salvadori   | Aleksandr Biessmiertnych | Valentin Chauvin             |
| 2.  | 13 grudnia 2015  | Prémanon    | 15 km s. klasycznym              | Aleksandr Biessmiertnych | Giandomenico Salvadori   | Lucas Bögl                   |
| 3.  | 18 grudnia 2015  | Hochfilzen  | Sprint s. dowolnym               | Nikita Kriukow           | Alexander Wolz           | Michaił Diewiatjarow         |
| 4.  | 19 grudnia 2015  | Hochfilzen  | 15 km s. dowolnym                | Giandomenico Salvadori   | Ivan Perrillat Boiteux   | Andy Kühne                   |
| 5.  | 20 grudnia 2015  | Hochfilzen  | 15 km s. klasycznym              | Jewgienij Diemientjew    | Weselin Cinzow           | Thomas Wick                  |
| 6.  | 8 stycznia 2016  | Planica     | Sprint s. dowolnym               | Baptiste Gros            | Gleb Rietiwych           | Renaud Jay                   |
| 7.  | 9 stycznia 2016  | Planica     | 15 km s. klasycznym              | Alexis Jeannerod         | Richard Jouve            | Graeme Killick               |
| 8.  | 10 stycznia 2016 | Planica     | 15 km. s. dowolnym               | Clément Parisse          | Valentin Chauvin         | Paolo Fanton                 |
| 9.  | 5 lutego 2016    | Campra      | Sprint s. klasycznym             | Giandomenico Salvadori   | Sebastiano Pellegrin     | Jöri Kindschi                |
| 10. | 6 lutego 2016    | Campra      | 15 km s. dowolnym                | Roman Furger             | Curdin Perl              | Giandomenico Salvadori       |
| 11. | 7 lutego 2016    | Campra      | 15 km s. klasycznym (handicap)   | Giandomenico Salvadori   | Paul Constantin Pepene   | Mattia Pellegrin             |
| 12. | 5 marca 2016     | Arber       | 15 km s. klasycznym              | Jason Rüesch             | Alexandre Pouyé          | Philipp Hälg                 |
| 13. | 6 marca 2016     | Arber       | 30 km s. dowolnym (start masowy) | Toni Livers              | Adrien Backscheider      | Clément Parisse Jason Rüesch |
| 14. | 11 marca 2016    | Toblach     | 3,3 km s. dowolnym (prolog)      | Ueli Schnider            | Roland Clara             | Clément Parisse              |
| 15. | 12 marca 2016    | Toblach     | 15 km s. klasycznym              | Ueli Schnider            | Roland Clara             | Aleš Razým                   |
| 16. | 13 marca 2016    | Toblach     | 15 km s. dowolnym (handicap)     | Roland Clara             | Florian Notz             | Damien Tarantola             |

## Klasyfikacje
| Lp. | Zawodniczka       | Punkty |
| --- | ----------------- | ------ |
| 1.  | Julia Belger      | 869    |
| 2.  | Monique Siegel    | 681    |
| 3.  | Laura Gimmler     | 614    |
| 4.  | Giulia Stürz      | 561    |
| 5.  | Theresa Eichhorn  | 525    |
| 6.  | Caterina Ganz     | 488    |
| 7.  | Sofie Krehl       | 481    |
| 8.  | Debora Agreiter   | 398    |
| 9.  | Nadine Fähndrich  | 379    |
| 10. | Marion Buillet    | 366    |
| 11. | Lucia Scardoni    | 340    |
| 12. | Nathalie Schwarz  | 326    |
| 13. | Debora Roncari    | 308    |
| 14. | Elisabeth Schicho | 301    |
| 15. | Pia Fink          | 297    |

| Lp. | Zawodnik               | Punkty |
| --- | ---------------------- | ------ |
| 1.  | Giandomenico Salvadori | 700    |
| 2.  | Damien Tarantola       | 572    |
| 3.  | Valentin Chauvin       | 510    |
| 4.  | Claudia Muller         | 444    |
| 5.  | Jason Rüesch           | 435    |
| 6.  | Lucas Bögl             | 422    |
| 7.  | Clément Parisse        | 418    |
| 8.  | Thomas Wick            | 391    |
| 9.  | Andy Kühne             | 338    |
| 10. | Roland Clara           | 292    |
| 11. | Jean Tiberghien        | 276    |
| 12. | Alexis Jeannerod       | 270    |
| 12. | Florian Notz           | 270    |
| 14. | Sebastiano Pellegrin   | 244    |
| 15. | Mattia Pellegrin       | 235    |

| Lp. | Zawodniczka           | Punkty |
| --- | --------------------- | ------ |
| 1.  | Katharina Hennig      | 1150   |
| 2.  | Lydia Hiernickel      | 1075   |
| 3.  | Antonia Fräbel        | 696    |
| 4.  | Delphine Claudel      | 659    |
| 5.  | Alina Meier           | 529    |
| 6.  | Laura Chamiot Maitral | 495    |
| 7.  | Coletta Rydzek        | 493    |
| 8.  | Anna Comarella        | 480    |
| 9.  | Julia Richter         | 462    |
| 10. | Ilenia Defrancesco    | 421    |

| Lp. | Zawodnik          | Punkty |
| --- | ----------------- | ------ |
| 1.  | Jules Lapierre    | 1085   |
| 2.  | Martin Collet     | 953    |
| 3.  | Janosch Brugger   | 854    |
| 4.  | Beda Klee         | 786    |
| 5.  | Mikael Abram      | 695    |
| 6.  | Giacomo Gabrielli | 514    |
| 7.  | Janez Lampič      | 450    |
| 8.  | Dajan Danuser     | 414    |
| 9.  | Paolo Ventura     | 406    |
| 10. | Marino Capelli    | 399    |